# Biglerville
Biglerville és una població dels Estats Units a l'estat de Pennsilvània. Segons el cens del 2000 tenia 1.101 habitants.

## Demografia
Segons el cens del 2000, Biglerville tenia 1.101 habitants, 443 habitatges, i 299 famílies. La densitat de població era de 664,2 habitants per quilòmetre quadrat.
Dels 443 habitatges en un 31,4% hi vivien nens de menys de 18 anys, en un 53% hi vivien parelles casades, en un 9,7% dones solteres, i en un 32,3% no eren unitats familiars. En el 25,3% dels habitatges hi vivien persones soles el 13,1% de les quals corresponia a persones de 65 anys o més que vivien soles. El nombre mitjà de persones vivint en cada habitatge era de 2,49 i el nombre mitjà de persones que vivien en cada família era de 3.
Per edats la població es repartia de la següent manera: un 24,7% tenia menys de 18 anys, un 7,6% entre 18 i 24, un 28,2% entre 25 i 44, un 22,7% de 45 a 60 i un 16,7% 65 anys o més.
L'edat mediana era de 38 anys. Per cada 100 dones de 18 o més anys hi havia 94,6 homes.
La renda mediana per habitatge era de 39.861 $ i la renda mediana per família de 43.750 $. Els homes tenien una renda mediana de 30.813 $ mentre que les dones 22.938 $. La renda per capita de la població era de 18.142 $. Entorn del 7,9% de les famílies i el 9,2% de la població estaven per davall del llindar de pobresa.

## Poblacions més properes
El següent diagrama mostra les poblacions més properes.